# Jean Pierre Fontenelle
Jean Fontenelle (22 de setembro de 1724,  Millau -Viçosa do Ceará, 8 de dezembro de 1809) foi um francês, especialista em mineração, que contratado pela Coroa portuguesa  para explorar riquezas minerais no Brasil, mais precisamente nas serras do Ceará. Ao morar na região da Serra da Ibiapaba, tornou-se o patriarca da família Fontenelle no Brasil. 

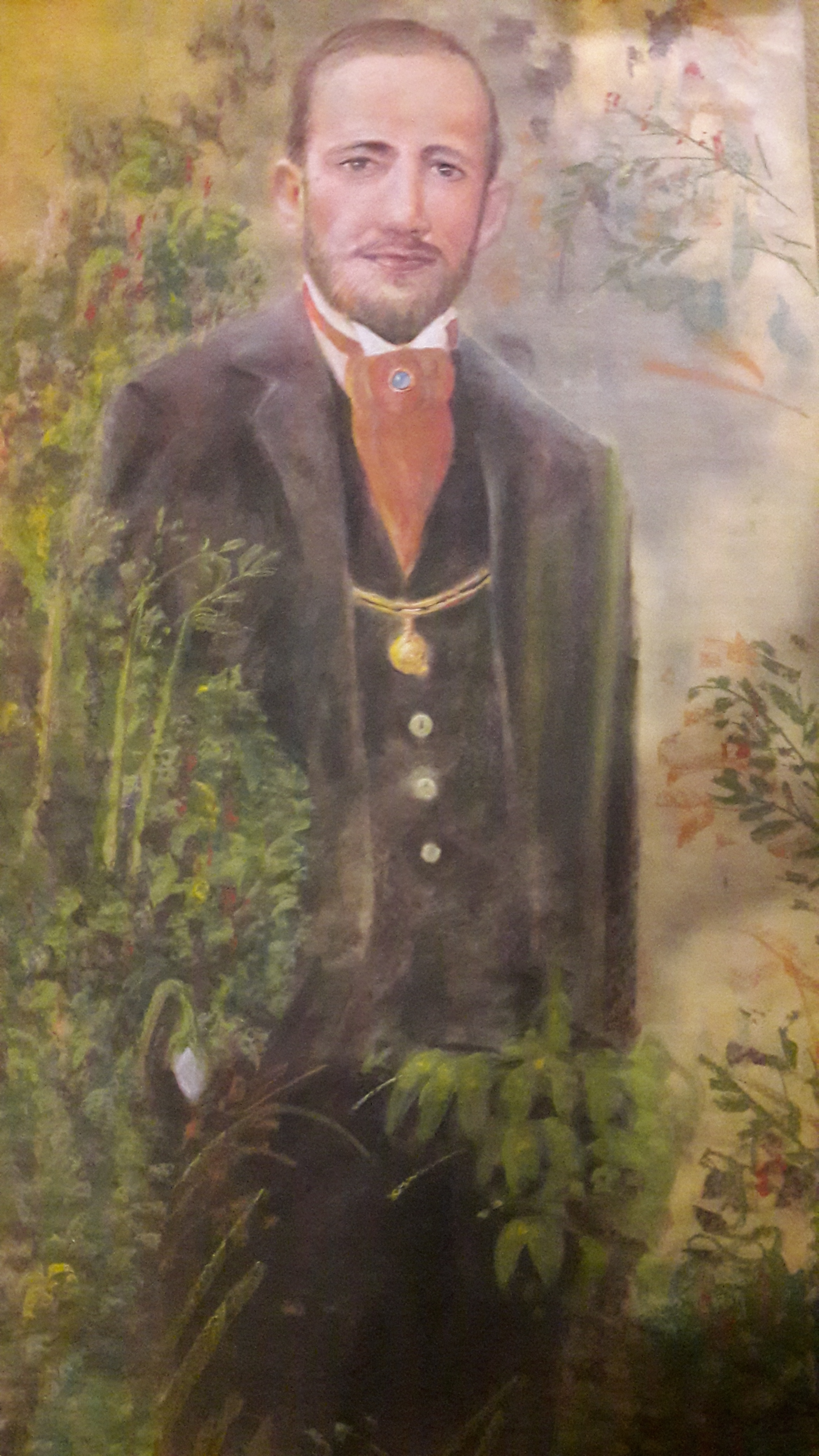
Pintura de Jean Fontenelle, patriarca da família Fontenelle no Ceará, de posse do Instituto Pessoa Anta. Retrato particular da Família.

Filho de Jean Pierre Fontenelle e Suzane Molinier, foi o patriarca da família Fontenelle do Ceará, E ancestral de dezenas de outras famílias de toda a região do Vale do Acaraú e de seu entorno. Chegou ao Brasil por volta de 1743, integrando uma equipe de engenheiros e mestres fundidores para explorar mina na região entre Bari, Ubari e Ubajara, atual mina da Pedra Verde, face à escassez de minério, fixa residência na Aldeia dos Jesuítas;  
Iniciando a carreira militar como soldado, chega a capitão de milícia. Em Viçosa, Jean ocupou diversos cargos públicos:
- Juiz ordinário;
- Presidente do Senado da Câmara;
- Juiz almontacés;
- Thesoureiro do Senado da Câmara;
- Juiz de Órfãos.
Casou-se primeiramente em Sobral, com Ana Correia de Luz, tendo com a mesma as seguintes filhas: Angélica Maria Fontaneilles e Vitória Fontaneilles (1757-1759), falecida esta ainda na infância. Após o falecimento de Ana Correia, em 1760, casou-se com Umbelina Maria de Jesus com quem teve os seguintes filhos: o Sargento-Mor Felipe Benício Fontenelle, Rosa Maria, Agapita Maria, Guilherme José, Jacinta Maria, o Tenente Paulo Fontenelle, o Major João Damasceno Fontenelle, o Capitão Plácido Benício Fontenelle, Ludovica Fontenelle, o Capitão Amaro José Fontenelle e Feliciana Benício Fontenelle. Faleceu em 6 de dezembro de 1809 em Viçosa do Ceará, Brasil.
São seus descendentes alguns nomes importante tais como: Bezerril Fontenele, Benício Fontenele, Darcy Fontenele de Araújo, Belchior e José Porfírio Fontenele de Carvalho. Encontra-se sepultado na Igreja Matriz de Nossa Senhora da Assunção.